# 萨尔托海乡
萨尔托海乡，是中华人民共和国新疆维吾尔自治区阿勒泰地区青河县下辖的一个乡镇级行政单位。

## 行政区划
萨尔托海乡下辖以下地区：
萨尔托海村、喀拉乔拉村、克孜勒玉永克村、萨尔喀仁村、玉依塔斯村和别斯铁热克村。